# Giurtelecu Șimleului
Giurtelecu Șimleului (Hongaars: Somlyógyőrtelek of Győrtelek, Duits: Wüst Görgen) is een Roemeense plaats, gelegen in het district Sălaj in het noordwesten van Transsylvanië, aan de oevers van de rivier de Crasna.

## Bewoningsgeschiedenis
Giurtelecu Șimleului was al bewoond in de IJzertijd. Nabij deze plaats ligt de site (archeologische vindplaats) Coasta lui Damian, waar bij archeologische opgravingen sporen zijn gevonden van bewoning uit diverse perioden, waaronder de vroege Kopertijd (Tiszapolgar cultuur)  en de Bronstijd (Wietenberg cultuur) 
Giurtelecu Șimleului is van oudsher een multi-etnische gemeenschap. In 1715 waren volgens de volkstelling 36 inwoners Roemenen, 27 Hongaren en 9 Duitsers. In 2002 telde deze plaats 1055 inwoners.
| Jaar | Inwoners |
| ---- | -------- |
| 2002 | 1,055    |
| 1992 | 1,149    |
| 1920 | 1,395    |
| 1910 | 1,322    |
| 1900 | 1,216    |
| 1890 | 1,059    |
| 1880 | 996      |
| 1869 | 1,190    |
| 1847 | 684      |
| 1750 | 231      |
| 1720 | 90       |
| 1715 | 72       |

## Nabijgelegen nederzettingen
- West: Sorușa
- Noord: Măeriște
- Oost: Ilișua, Magura, Slovacii, Lompirt (5 km)
- Zuid: Ceheiu (6 km), Ceheiu-Pusta (6 km), Șimleu Silvaniei, Bădăcin (7 km)